# 哈龍·卡巴迪
哈龍·卡巴迪（阿拉伯语：‎，羅馬化：Hārūn Kabādī；1949年—）是查德政治家，他自2002年6月至2003年6月期間擔任查德總理，2011年6月擔任國民議會主席。 2021年10月，卡巴迪被任命为全国过渡委员会主席，这是自2021年4月伊德里斯·代比去世后执政军政府任命的临时议会。

## 外部連結
- Haroun Kabadi auf africadatabase.org
- Chad. Assemblée nationale (National Assembly)（页面存档备份，存于） auf der Seite der Inter-Parliamentary Union